# Гензин
Гензин (пол. Gęzyn) — село в Польщі, у гміні Порай Мишковського повіту Сілезького воєводства.
Населення — 346 осіб (2011).
У 1975-1998 роках село належало до Ченстоховського воєводства.

## Демографія
Демографічна структура станом на 31 березня 2011 року:
|          | Загалом | Допрацездатний вік | Працездатний вік | Постпрацездатний вік |
| -------- | ------- | ------------------ | ---------------- | -------------------- |
| Чоловіки | 175     | 25                 | 124              | 26                   |
| Жінки    | 171     | 28                 | 92               | 51                   |
| Разом    | 346     | 53                 | 216              | 77                   |